# Найда
На̀йда е женско лично име, разпространено главно в България. Мъжки аналог е името Найден.
Името има значение на „намерена“, от праславянското *nāiti. То получава голяма популярност в миналото, когато детската смъртност е висока, заради свързания с него фолклорен ритуал – в семейство, в което предишни деца са починали рано, новороденото се оставя ритуално на оживен път край селото, така че първият намерил го да го кръсти с името Найда и по този начин да промени лошия късмет в дома. За кръстени по този начин хора се смята, че имат особен късмет, и се предпочитат за различни ритуални роли, най-вече в някои лечебни ритуали, за водач на кервани.
Именият ден на хората с това име се отбелязва на Йордановден (6 януари) или на празника на Свети Хрисант и Дария (19 март).